# Dean Bouzanis
Dean Anthony Bouzanis (Sydney, 2 ottobre 1990) è un calciatore australiano con cittadinanza greca, portiere del Brisbane Roar.

## Carriera

### Club
Nato da genitori di origini greche, viene visionato dagli osservatori del Liverpool, che lo portano in Inghilterra nel luglio 2006. Dopo una stagione passata nelle giovanili del club, si trasferisce in prestito al Sydney FC. Tornato a Liverpool, il club decide di mandarlo in prestito all'Accrington Stanley, dove fa il suo esordio nei campionati professionistici inglesi nella partita di League Two contro il Burton Albion, terminata 2-0 per la sua nuova squadra. Durante questa stagione gioca anche in FA Cup e nel Campionato mondiale di calcio Under-20, giocando 2 partite, subendo 5 gol. Al termine del suo prestito, il giocatore viene relegato nella squadra riserve dei Reds, e nel maggio del 2011 avviene la rescissione del contratto. Passa poi all'Oldham Athletic.

### Nazionale
Ha partecipato ai Mondiali Under-20 del 2009 ed a quelli del 2013.

## Palmarès

### Club

#### Competizioni internazionali
- AFC Champions League: 1

Western Sydney Wanderers: 2014

#### Competizioni nazionali
- FFA Cup: 1

Melbourne City: 2016
- National League: 1

Sutton United: 2020-2021